# NVIDIA HybridPower
HybridPower是nVIDIA針對桌上型電腦的顯示切換技術。它可以實現桌上型電腦中獨立顯示卡與主機板內建顯示卡之間自動的切換，使用者無需重啟或手動調整，從而實現能源的節約。HybridPower需要使用採用nForce整合晶片組的主機板，並且需要Hybrid SLI技術進行支援。

## 外部連結
- nVIDIA HybridPower 技術